# Rubén Plaza Molina
Rubén Plaza Molina (Ibi, 29 de febrer de 1980) és un ciclista valencià de naixement, però que en l'actualitat viu a Colindres, Cantàbria. Actualment corre a l'equip Israel Cycling Academy.
Bon ciclista des de les categories inferiors, el 1997 fou campió d'Espanya de ciclisme en ruta juvenil i el 1998 de contrarellotge individual i persecució, però una lesió de menisc va estar a punt d'apartar-lo del ciclisme. Aquesta lesió la va superar i el 2003 aconsegueix guanyar el seu primer Campionat d'Espanya de ciclisme en ruta, títol que tornaria a guanyar el 2009.
Altres victòries importants són una etapa a la Volta a Espanya de 2005 i la Volta a la Comunitat Valenciana de 2008.
Ciclista implicat en l'Operació Port es va veure obligat a traslladar-se a córrer en un equip portuguès davant les dificultats que tenia per fer-ho a Espanya. Posteriorment tornà a córrer a Espanya en l'equip Caisse d'Epargne.

## Palmarès
- 2000
  - 1r a la Clàssica Memorial Txuma
- 2003
  -  Campió d'Espanya de ciclisme en ruta
  - Vencedor d'una etapa del Regio Tour
- 2004
  - Vencedor d'una etapa del Trofeu Joaquim Agostinho
- 2005
  - 1r al Gran Premi Internacional Costa Azul i vencedor d'una etapa
  - 1r a la Volta a Aragó i vencedor d'una etapa
  - Vencedor d'una etapa de la Volta a Espanya
- 2006
  - 1r a la Clásica de los Puertos
  - Vencedor d'una etapa de la Volta a Astúries
  - Vencedor d'una etapa del Trofeu Joaquim Agostinho
- 2007
  - 1r a la Volta a La Rioja
- 2008
  - 1r a la Volta a la Comunitat Valenciana
  - Vencedor d'una etapa de la Volta a la Comunitat de Madrid
  - Vencedor d'una etapa de la Volta a Portugal
- 2009
  -  Campió d'Espanya de ciclisme en ruta
  - Vencedor d'una etapa de la Volta a Múrcia
  - Vencedor d'una etapa del Circuit de Lorena
  - Vencedor d'una etapa del GP Correios de Portugal
- 2013
  - 1r a la Volta a Castella i Lleó i vencedor d'una etapa
- 2015
  - Vencedor d'una etapa al Tour de França
  - Vencedor d'una etapa a la Volta a Espanya
- 2018
  - 1r a la Volta a Castella i Lleó i vencedor d'una etapa

### Resultats a la Volta a Espanya
- 2004. Abandona (19a etapa)
- 2005. 5è de la classificació general. Vencedor d'una etapa
- 2010. 14è de la classificació general[2]
- 2015. 45è de la classificació general. Vencedor d'una etapa

### Resultats al Tour de França
- 2010. 11è de la classificació general
- 2012. 101è de la classificació general
- 2013. 47è de la classificació general
- 2014. 91è de la classificació general
- 2015. 30è de la classificació general. Vencedor de la 16a etapa
- 2016. 72è de la classificació general

### Resultats al Giro d'Itàlia
- 2016. 56è de la classificació general
- 2017. 30è de la classificació general
- 2018. 47è de la classificació general
- 2019. 71è de la classificació general